# Louis Van Hege
Louis Van Hege (8. května 1889 – 24. června 1975) byl belgický fotbalista, který hrál jako útočník.
Je jedenáctým nejlepším střelcem Milána.

## Klubová kariéra
Do Milána přestoupil v roce 1910 ze Saint-Gilloise. Debutoval proti Janovu, vstřelil 2 góly. V Miláně hrál 7 let.
Během pěti prvních sezón v klubu vstřelil až na sezónu 1912/13 vždy více gólů, než odehrál zápasů. Má průměr 1,10 gólu na zápas, v 88 jich vstřelil 97.
Po vypuknutí 1. světové války se vrátil do Belgie, aby vykonal vojenskou službu.
Kariéru ukončil v roce 1924 v Saint-Gilloise.

## Reprezentační kariéra
Získal zlatou olympijskou medaili z LOH 1920.

## Úspěchy

### Klubové
Royale Union Saint-Gilloise
- 1. Division: 1908/09, 1909/10, 1922/23

Milán
- Coppa Federale: 1915/16

### Reprezentační
- Olympijské zlato: 1920